# Élections législatives de 1830 dans la Mayenne
Les élections législatives françaises de 1830 se déroulent les 23 juin et 3 juillet 1830. Dans le département de la Mayenne, cinq députés sont à élire dans le cadre d'un scrutin uninominal majoritaire.

## Mode de scrutin
Le département dispose de cinq représentants pour la Chambre des députés des départements, d'après la loi du double vote du 29 juin 1820, dont deux sont élus par un collège départemental et trois sont choisis par les collèges des arrondissements électoraux définis par la loi du 16 mai 1821.
Étant basé sur un suffrage censitaire, un collège électoral se réunit pour élire le député de l'arrondissement. Selon la Charte constitutionnelle du 4 juin 1814, un cens de 300 francs est nécessaire pour être électeur et un cens de 1 000 francs est obligatoire pour être éligible. Ces dispositions ont été confirmées par la loi Lainé du 5 février 1817.

## Élus

### Élus comme pairs de France
| Pair de France                                                  |  | Parti            | Pair de France |  | Parti |  |
| Charles Gaspard Élisabeth Joseph de Bailly*                     |  | Ultra-royalistes |                |  |       |  |
| * Il refuse l'investiture du gouvernement des Trois glorieuses. |  |                  |                |  |       |  |

### Élus par le collège départemental
| Arsène Avril de Pignerolles*                                                  |  | Ultra-royalistes | Louis de Vaucelles de Ravigny     |  | Constitutionnels |
| Michel du Mans de Bourglevesque*                                              |  | Ultra-royalistes | Jean-Baptiste Bidault de Frétigné |  | Constitutionnels |
| * député élu mais refuse le serment au gouvernement issu des Trois Glorieuses |  |                  |                                   |  |                  |

### Élus par les collèges d'arrondissement
|   | Arrondissement | Député sortant            |  | Parti            | Député élu ou réélu       |  | Parti            |
| - | -------------- | ------------------------- |  | ---------------- | ------------------------- |  | ---------------- |
| = | Premier        | Léon Leclerc              |  | Ultra-royalistes | Charles de Lézardière     |  | Constitutionnels |
| = | Second         | Constant Paillard-Ducléré |  | Constitutionnels | Constant Paillard-Ducléré |  | Constitutionnels |
| = | Troisième      | Prosper Delauney          |  | Constitutionnels | Prosper Delauney          |  | Constitutionnels |

## Contexte
La nouvelle chambre élue, majoritairement hostile au roi Charles X de France, fut immédiatement dissoute par celui-ci mais elle continua de siéger et appela sur le trône Louis-Philippe d'Orléans.

## Résultats
Elections du 19 juillet 1830
| Candidat       | Candidat                          | Parti            | Premier tour | Premier tour | Second tour | Second tour | Troisième tour | Troisième tour |
| Candidat       | Candidat                          | Parti            | Voix         | %            | Voix        | %           | Voix           | %              |
| -------------- | --------------------------------- | ---------------- | ------------ | ------------ | ----------- | ----------- | -------------- | -------------- |
|                | Arsène Avril de Pignerolles *     | Ultra-royalistes |              |              |             |             |                |                |
|                | Michel du Mans de Bourglevesque * | Ultra-royalistes | 145          |              |             |             |                |                |
|                |                                   |                  |              |              |             |             |                |                |
| Exprimés       |                                   |                  |              |              |             |             |                |                |
| Blancs et nuls |                                   |                  |              |              |             |             |                |                |
| Total          | Total                             | Total            | 224          |              |             |             |                |                |
| Abstention     |                                   |                  |              |              |             |             |                |                |
| Inscrits       | Inscrits                          | Inscrits         | 262          |              |             |             |                |                |

### Laval
| Candidats        | Candidats             | Étiquette        | Premier tour | Premier tour | Deuxième tour | Deuxième tour | Ballotage | Ballotage |
| Candidats        | Candidats             | Étiquette        | Voix         | %            | Voix          | %             | Voix      | %         |
| ---------------- | --------------------- | ---------------- | ------------ | ------------ | ------------- | ------------- | --------- | --------- |
|                  | Charles de Lézardière | Constitutionnels | 199          |              |               |               |           |           |
|                  | Léon Leclerc *        | Ultra-royalistes | 158          |              |               |               |           |           |
|                  |                       |                  |              |              |               |               |           |           |
| Inscrits         | Inscrits              | Inscrits         | 386          |              |               |               |           |           |
| Votants          | Votants               | Votants          | 359          |              |               |               |           |           |
| Exprimés         |                       |                  |              |              |               |               |           |           |
| Blancs et perdus |                       |                  |              |              |               |               |           |           |

*sortant

### Mayenne
| Candidats        | Candidats               | Étiquette        | Premier tour | Premier tour | Deuxième tour | Deuxième tour | Ballotage | Ballotage |
| Candidats        | Candidats               | Étiquette        | Voix         | %            | Voix          | %             | Voix      | %         |
| ---------------- | ----------------------- | ---------------- | ------------ | ------------ | ------------- | ------------- | --------- | --------- |
|                  | Prosper Delauney *      | Constitutionnels | 214          |              |               |               |           |           |
|                  | Gabriel Tripier de Lozé | Ultra-royalistes | 119          |              |               |               |           |           |
|                  |                         |                  |              |              |               |               |           |           |
| Inscrits         | Inscrits                | Inscrits         | 378          |              |               |               |           |           |
| Votants          | Votants                 | Votants          | 338          |              |               |               |           |           |
| Exprimés         |                         |                  |              |              |               |               |           |           |
| Blancs et perdus |                         |                  |              |              |               |               |           |           |

*sortant

### Château-Gontier
| Candidats        | Candidats                   | Étiquette        | Premier tour | Premier tour | Ballotage | Ballotage |  |
| Candidats        | Candidats                   | Étiquette        | Voix         | %            | Voix      | %         |  |
| ---------------- | --------------------------- | ---------------- | ------------ | ------------ | --------- | --------- |  |
|                  | Constant Paillard-Ducléré * | Constitutionnels | 140          |              |           |           |  |
|                  | Marquis de Préaulx          | Ultra-royalistes | 118          |              |           |           |  |
|                  |                             |                  |              |              |           |           |  |
| Inscrits         | Inscrits                    | Inscrits         | 284          |              |           |           |  |
| Votants          | Votants                     | Votants          | 264          |              |           |           |  |
| Exprimés         |                             |                  |              |              |           |           |  |
| Blancs et perdus |                             |                  |              |              |           |           |  |

*sortant

### Réélection partielle en octobre 1830
Le 28 octobre 1830, le collège s'est assemblé pour remplacer les députés élus mais qui refusent le serment au gouvernement issu des Trois Glorieuses.
| Candidat       | Candidat                          | Parti            | Premier tour | Premier tour | Second tour | Second tour | Troisième tour | Troisième tour |
| Candidat       | Candidat                          | Parti            | Voix         | %            | Voix        | %           | Voix           | %              |
| -------------- | --------------------------------- | ---------------- | ------------ | ------------ | ----------- | ----------- | -------------- | -------------- |
|                | Louis de Vaucelles de Ravigny     | Constitutionnels | 149          |              |             |             |                |                |
|                | Jean-Baptiste Bidault de Frétigné | Constitutionnels |              |              |             |             |                |                |
|                |                                   |                  |              |              |             |             |                |                |
| Exprimés       |                                   |                  |              |              |             |             |                |                |
| Blancs et nuls |                                   |                  |              |              |             |             |                |                |
| Total          | Total                             | Total            | 222          |              |             |             |                |                |
| Abstention     |                                   |                  |              |              |             |             |                |                |
| Inscrits       | Inscrits                          | Inscrits         | 262          |              |             |             |                |                |

## Sources
- Adolphe Robert et Gaston Cougny, Dictionnaire des parlementaires français, Edgar Bourloton, 1889-1891